# 小行星43790
小行星43790（43790 Ferdinandbraun）是一颗绕太阳运转的小行星，为主小行星带小行星。该小行星于1990年10月12日发现。
該小行星以德國物理學家、陰極射線管的發明者卡爾·布勞恩命名。

## 轨道参数
小行星43790的轨道半长轴为2.2705815 UA，离心率为0.127。